# Яссер, Ахмед
Ахмед Яссер (араб. أحمد ياسر‎; род. 17 мая 1994, Доха) — катарский футболист, который играет на позиции защитника в футбольном клубе Эр-Райян.

## Биография
Родился в Дохе в египетской семье. Тренировался в Доха Спортс Сити в Катаре. Его отец Яссер Эльмохамади был футболистом в Египте в 1970-х годах. Его братья также являлись футболистами национальной сборной Катара: Хуссейн Яссер и Мохаммед Яссер.

## Клубная карьера

### Лехвия
В 2011 году присоединился к футбольному клубу «Лехвия» и дебютировал за взрослую команду 8 апреля 2012 года, сыграв в домашней ничьей в чемпионате Катара по футболу 1:1 против «Аль-Харитият».
Стал более регулярно появляться в следующих матчах, в основном в Лиге чемпионов АФК. Дебютировал 1 мая 2012 года, начав с поражения на выезде со счетом 3:0 против «Аль-Ахли» .
2 января 2014 года, играя за Катар на Чемпионате Федерации футбола Западной Азии, Ахмед Яссер был дисквалифицирован Футбольной ассоциацией Катара за дисциплинарные проблемы. Был отстранен от игры за свой клуб до конца сезона, и его заработная плата также была удержана.

### Культураль Леонеса
14 июля 2017 года перешёл во Второй дивизион Испании по футболу в футбольный клуб «Культураль Леонеса». Дебютировал 10 сентября 2017 года, начав с домашней ничьей 4-4 против «Реал Вальядолид».
Забил свой первый гол за «Культураль Леонеса» 17 сентября 2017 года, который стал победным в домашнем матче против «Уэска» со счетом 3:2.

### Виссел Кобе
В августе 2018 года был отдан в аренду футбольному клубу «Виссел Кобе» чемпионата Японии по футболу.

## Международная карьера
26 марта 2013 года дебютировал за сборную Катара по футболу, начав с поражения на выезде со счетом 2:1 против сборной Республики Корея по футболу. В 2016 году также выступал за сборную Катара до 23 лет в чемпионате Азии по футболу среди молодёжных команд, забив гол в ворота сборной КНДР по футболу.